# Drakkar Entertainment
La Drakkar Entertainment GmbH, chiamata anche Drakkar Records o Drakkar Publishing, è un'etichetta discografica tedesca, con sede nella città di Witten.

## Storia
L'etichetta venne fondata nel 1986 da Bogdan Kopec, specializzandosi in produzioni heavy metal, ed avvalendosi della collaborazione di gruppi quali gli svizzeri Coroner, i britannici Raven, e i tedeschi Running Wild e Haggard.